# قورباغه‌های بته‌زار گینه نو

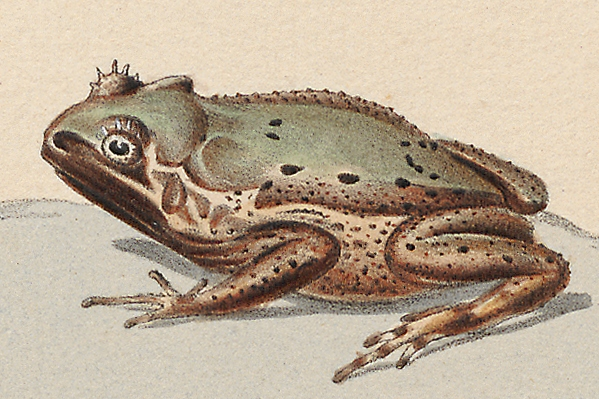
تصویری از قورباغه‌ بته‌زار گینه نو

قورباغه‌های بته‌زار گینه نو (انگلیسی: Asterophrys) سرده‌ای از قورباغه‌های دهان‌باریک گینه نو است. این سرده تنها دو گونه دارد.